# Ohnišťany
Ohnišťany (en allemand : Wochnischtian) est une commune du district de Hradec Králové, dans la région de Hradec Králové, en Tchéquie. Sa population s'élevait à 337 habitants en 2022.

## Géographie
Ohnišťany se trouve à 16 km au sud-est de Jičín, à 26 km au nord-ouest de Hradec Králové et à 82 km à l'est-nord-est de Prague.
La commune est limitée par Staré Smrkovice au nord-ouest, par Chomutice au nord, par Lískovice et Šaplava à l'est, par Myštěves au sud, et par Smidary au sud-ouest.

## Histoire
La première mention écrite de la localité date de 1406.

## Galerie

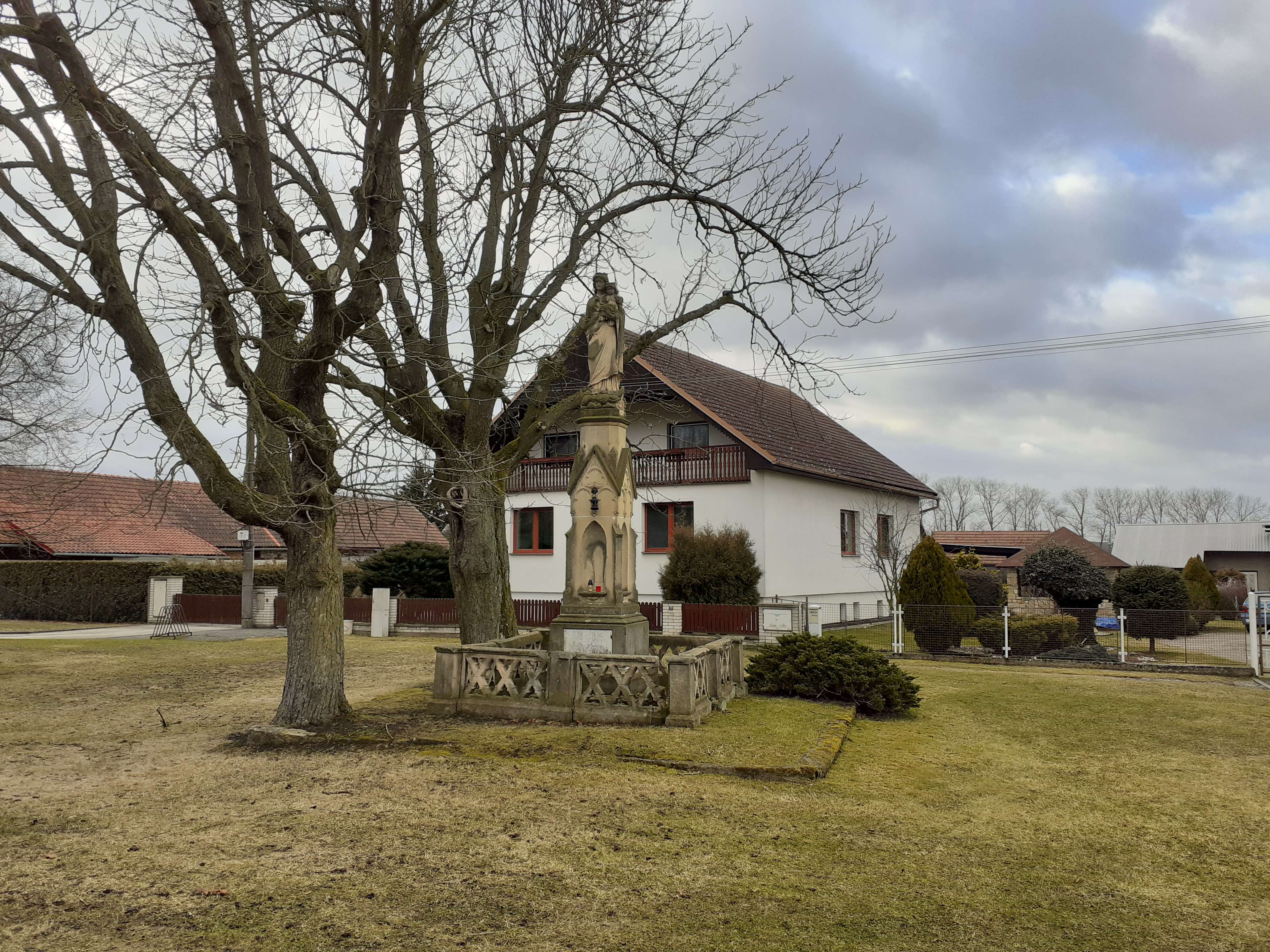
Statue de la Vierge Marie.
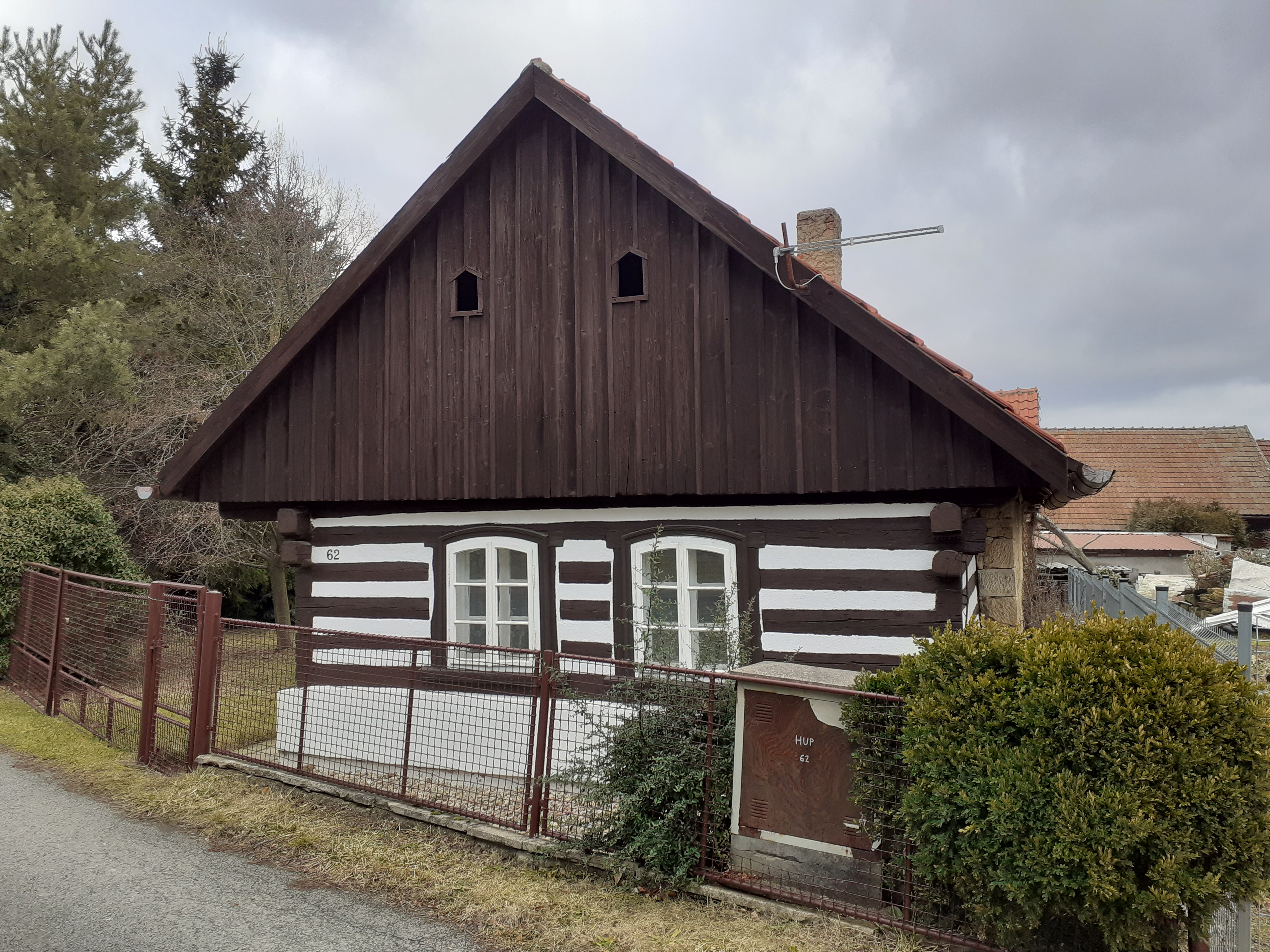
Maison à Ohnišťany.

## Transports
Par la route, Ohnišťany se trouve à 13 km de Hořice, à 33 km de Hradec Králové et à 104 km de Prague.